# Polonnaruwa (Distrikt)
Koordinaten: 7° 57′ N, 81° 0′ O
Der Distrikt Polonnaruwa (Singhalesisch: පොළොන්නරුව දිස්ත්‍රික්කය, Tamil: பொலநறுவை மாவட்டம்) ist ein Distrikt in der Nord-Zentralprovinz Sri Lankas. Der Hauptort ist Polonnaruwa.

## Geografie
Der Distrikt Polonnaruwa liegt im nördlichen Binnenland Sri Lankas und gehört zur Nord-Zentralprovinz. Er hat eine Fläche von 3239 Quadratkilometern (davon 3077 Quadratkilometer Land und 216 Quadratkilometer Binnengewässer). Damit ist er der flächenmäßig fünftgrößte Distrikt Sri Lankas.
Nachbardistrikte sind Anuradhapura im Nordwesten, Trincomalee im Nordosten, Batticaloa im Osten, Ampara im Südosten und Matale im Südwesten.

## Geschichte
Der Distrikt gehört zu den Neugründungen nach dem Zweiten Weltkrieg. Er entstand 1958 aus Teilen des bisherigen Distrikts Anuradhapura.

## Bevölkerung
Nach der Volkszählung 2012 hat der Distrikt Polonnaruwa 406.088 Einwohner. Mit 131 Einwohnern pro Quadratkilometer liegt die Bevölkerungsdichte deutlich unter dem Durchschnitt Sri Lankas (325 Einwohner pro Quadratkilometer). Von den Bewohnern waren 200.780 (49,44 %) männlichen und 205.308 (50,56 %) weiblichen Geschlechts. Die Bevölkerung ist ausgesprochen jung. Dies verdeutlicht ein Blick auf die Altersverteilung.
| Alter  | 0–9 Jahre | 10–19 Jahre | 20–29 Jahre | 30–39 Jahre | 40–49 Jahre | 50–59 Jahre | 60–79 Jahre | 80 Jahre und mehr |
| Anzahl | 74.375    | 63.743      | 62.497      | 65.180      | 55.060      | 45.296      | 36.598      | 3.339             |
| Anteil | 18,31 %   | 15,70 %     | 15,39 %     | 16,05 %     | 13,56 %     | 11,15 %     | 9,01 %      | 0,82 %            |

### Bevölkerung des Distrikts nach Volksgruppen

#### Singhalesen
Mehr als 90 % der Bewohner gehören zur Volksgruppe der Singhalesen. Der singhalesische Bevölkerungsanteil bewegt sich zwischen 71,46 % in Lankapura und 99,84 % in Elahera. In den Divisions Dimbulagala, Elahera, Hingurakgoda und Medirigiriya leben fast nur Angehörige ihrer Volksgruppe. 

#### Moors
Zweitgrößte Volksgruppe und somit größte Minderheit sind die Moors oder tamilischsprachigen Muslime. Sie bilden starke Bevölkerungsgruppen in den Divisions Lankapura (28,40 % Moors), Thamankaduwa (15,82 %) und Welikanda (14,54 %). Nur wenige Angehörige ihrer Volksgruppe gibt es in den Divisions Dimbulagala und Elahera. Ihr Anteil bewegt sich zwischen 0,02 % in Elahera und 28,40 % in Lankapura.

#### Sri-Lankische Tamilen
Die sri-lankischen Tamilen stellen die drittgrößte Volksgruppe. Ihr Anteil bewegt sich zwischen 0,04 % in Medirigiriya und 10,89 % in Welikanda. Überdurchschnittlich vertreten sind sie in den Divisions Welikanda (10,89 % Sri-lankische Tamilen) und Dimbulagala (3,04 %). Beinahe keine sri-lankischen Tamilen gibt es in den drei Divisions Elahera, Lankapura und Medirigiriya. 

#### Übrige Volksgruppen
Die indischstämmigen Tamilen, Malaien und Burgher, Sri Lanka Chetties und Bharathas sind kleine Minderheiten. Sie leben verstreut in allen Divisions des Distrikts.
| Jahr                                                    | Singhalesen1 | Singhalesen1 | Sri-Lanka-Tamilen2 | Sri-Lanka-Tamilen2 | Tamilen2 | Tamilen2 | Moors3 | Moors3 | Burgher | Burgher | Malaien | Malaien | Andere4 | Andere4 | Total   | Total    |
| Jahr                                                    | No.          | %            | No.                | %                  | No.      | %        | No.    | %      | No.     | %       | No.     | %       | No.     | %       | No.     | %        |
| ------------------------------------------------------- | ------------ | ------------ | ------------------ | ------------------ | -------- | -------- | ------ | ------ | ------- | ------- | ------- | ------- | ------- | ------- | ------- | -------- |
| 1981                                                    | 238.965      | 91,36 %      | 5.267              | 2,01 %             | 124      | 0,05 %   | 16.636 | 6,36 % | 59      | 0,02 %  | 109     | 0,04 %  | 403     | 0,15 %  | 261.563 | 100,00 % |
| 2001                                                    | 324.403      | 90,37 %      | 7.034              | 1,96 %             | 194      | 0,05 %   | 27.075 | 7,54 % | 62      | 0,02 %  | 48      | 0,01 %  | 168     | 0,05 %  | 358.984 | 100,00 % |
| 2012                                                    | 368.197      | 90,67 %      | 7.301              | 1,80 %             | 161      | 0,04 %   | 30.177 | 7,43 % | 88      | 0,02 %  | 46      | 0,01 %  | 118     | 0,03 %  | 406.088 | 100,00 % |
| Quelle: Volkszählungen in Sri Lanka 1981, 2001 und 2012 |              |              |                    |                    |          |          |        |        |         |         |         |         |         |         |         |          |

1 Tiefland- und Kandy-Singhalesen zusammen2 Sri-Lanka-Tamilen und indische Tamilen separat 3 nur sri-lankische Moors4 davon 2001 65 Sri Lanka Chetties und 1 Bharatha und 2012 3 Sri Lanka Chetties und 5 Bharathas  

### Bevölkerung des Distrikts nach Bekenntnissen

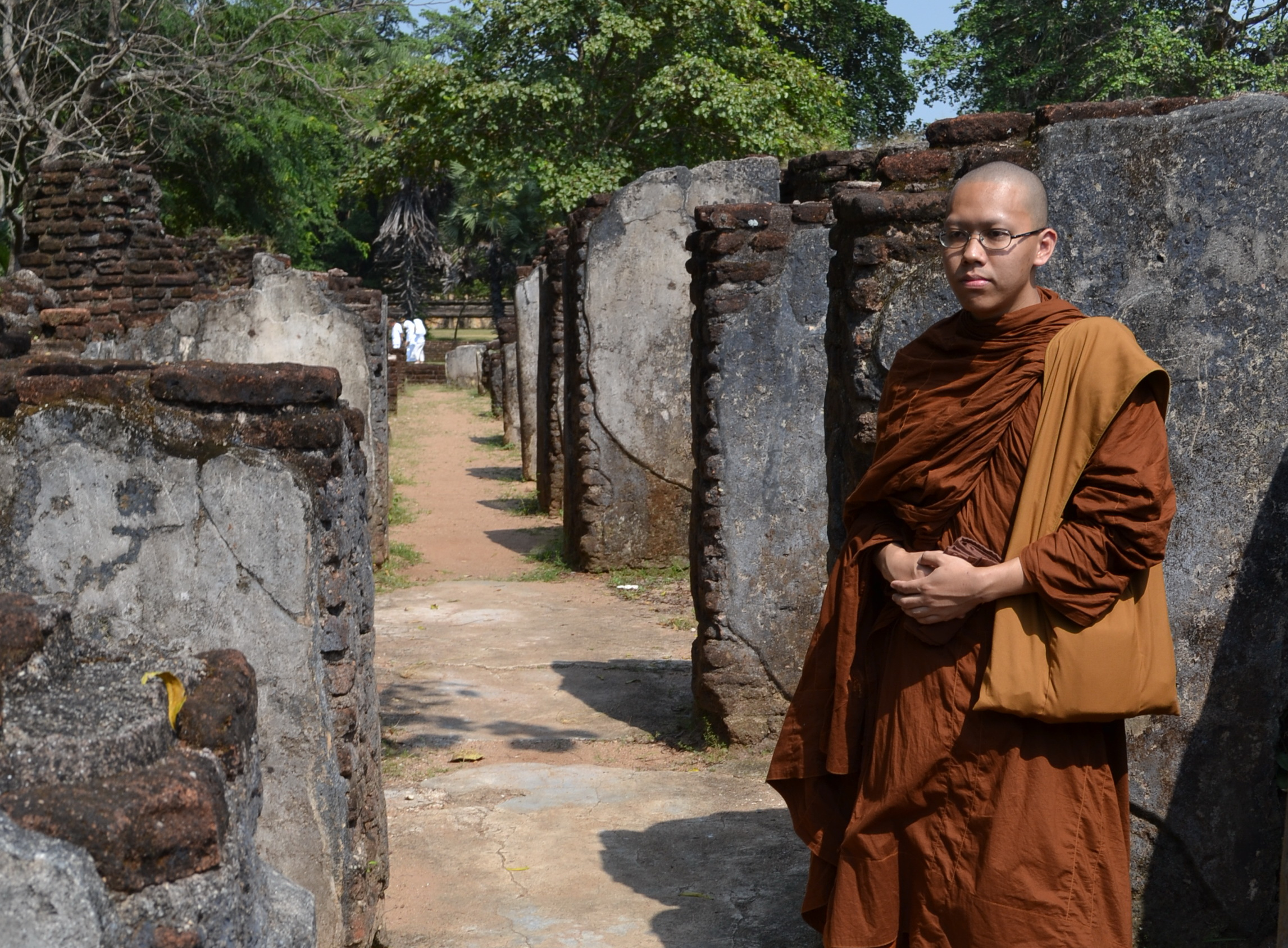
Ein buddhistischer Mönch in Polonnaruwa

Die Verteilung der Glaubensbekenntnisse ist ein Spiegelbild der ethnischen Verhältnisse. Fast alle singhalesischen Einwohner Polonnaruwas hängen dem Buddhismus an. Der Islam, dem die Moors und Malaien angehören, ist die zweitstärkste Religionsgruppe. Auf Rang drei folgt der Hinduismus, dem die Mehrheit der sri-lankischen und indischen Tamilen angehört.  Einzige Ausnahme ist das Christentum, dem neben den Burghern eine kleine Minderheit der Singhalesen und Tamilen angehört.
| Jahr                                                    | Buddhisten | Buddhisten | Hindus | Hindus | Muslime | Muslime | Katholiken | Katholiken | andere Christen | andere Christen | Andere | Andere | Total   | Total    |
| Jahr                                                    | No.        | %          | No.    | %      | No.     | %       | No.        | %          | No.             | %               | No.    | %      | No.     | %        |
| ------------------------------------------------------- | ---------- | ---------- | ------ | ------ | ------- | ------- | ---------- | ---------- | --------------- | --------------- | ------ | ------ | ------- | -------- |
| 1981                                                    | 235.758    | 90,13 %    | 4.781  | 1,83 % | 17.090  | 6,53 %  | 3.471      | 1,33 %     | 351             | 0,13 %          | 112    | 0,04 % | 261.563 | 100,00 % |
| 2001                                                    | 320.489    | 89,28 %    | 6.592  | 1,84 % | 27.225  | 7,58 %  | 3.883      | 1,08 %     | 691             | 0,19 %          | 104    | 0,03 % | 358.984 | 100,00 % |
| 2012                                                    | 364.229    | 89,69 %    | 6.886  | 1,70 % | 30.465  | 7,50 %  | 3.192      | 0,79 %     | 1.276           | 0,31 %          | 40     | 0,01 % | 406.088 | 100,00 % |
| Quelle: Volkszählungen in Sri Lanka 1981, 2001 und 2012 |            |            |        |        |         |         |            |            |                 |                 |        |        |         |          |

### Bevölkerungsentwicklung
Die Bevölkerung des Distrikts Polonnaruwa wächst seit der Jahrtausendwende stärker als der sri-lankische Durchschnitt. Im Zeitraum von 2001 bis 2012 (den beiden letzten Volkszählungsjahren) betrug der Zuwachs 47.104 Menschen. Dies ist ein Wachstum von 13,12 %. Seit Beginn der Eigenständigkeit hat die Einwohnerschaft um 256 % zugenommen.

### Bedeutende Orte
Einziger großer Ort ist Polonnaruwa.

## Lokalverwaltung
Der Vorsteher des Distrikts trägt den Titel District Secretary. Der Distrikt ist weiter in sieben Divisionen (unter einem Division Secretary) unterteilt. Die Städte und größeren Orte haben eine eigene Verwaltung (Gemeindeparlament oder Gemeinderat). Es gibt 295 Dorfverwaltungen (Grama Niladharis) für die 637 Dörfer im gesamten Distrikt.
| Name                 | Hauptort              | Einwohner 2012 | Fläche in km² | Dichte | GN  | Dörfer |
| -------------------- | --------------------- | -------------- | ------------- | ------ | --- | ------ |
| Dimbulagala          | Manampitiya           | 79.661         | 534           | 149    | 56  | 78     |
| Elahera              | Bakamuna              | 43.915         | 349           | 63     | 28  | 87     |
| Hingurakgoda         | Hingurakgoda          | 64.289         | 696           | 92     | 53  | 140    |
| Lankapura            | Thalpatha             | 36.452         | 184           | 198    | 28  | 49     |
| Medirigiriya         | Medirigiriya          | 65.575         | 537           | 122    | 45  | 111    |
| Thamankaduwa         | Thamankaduwa New Town | 82.426         | 445           | 185    | 55  | 126    |
| Welikanda            | Welikanda             | 33.770         | 548           | 62     | 30  | 46     |
| Distrikt Polonnaruwa | Polonnaruwa           | 406.088        | 3.077         | 132    | 295 | 637    |